# 23-й гвардейский миномётный полк реактивной артиллерии
23-й гвардейский миномётный Севастопольский Краснознамённый орденов Суворова, Кутузова, Богдана Хмельницкого и Александра Невского полк — воинская часть Вооружённых сил СССР в Великой Отечественной войне.

## История
Сформирован 7 марта 1942 года в Москве как 23-й гвардейский миномётный полк. В его состав вошли 1, 18 и 30-й гвардейские миномётные дивизионы (с 28 июля 1944 года соответственно 1, 2 и 3-й гвардейские миномётные дивизионы) и др. подразделения. На вооружении состояли реактивные системы БМ-13.
Первые залпы по врагу полк, находясь в оперативном подчинении 34 А, произвёл 10 апреля 1942 года в районе Никольского (30 км сев. г. Демянск). До середины августа участвовал в боях против демянской группировки немецко-фашистских войск, поддерживая огнём действия соединений 34, 53 и 11-й армий Северо-Западного фронта. Затем был перегруппирован под Сталинград и с 21 августа, находясь последовательно в составе 1-й гвардейской и 66-й армий, 4-го танкового корпуса и 2-й гвардейской армии, участвовал в Сталинградской битве. В боях за Сталинград гвардейцы - миномётчики нанесли врагу большой урон в живой силе и технике, показав высокую боевую выучку и отвагу.
За образцовое выполнение заданий командования и проявленные личного составом доблесть и мужество полк был награждён орденом Красного Знамени (15 марта 1943 года).
В Ростовской наступательной операции 1943 года полк действовал в составе 2-й гвардейской армии Южного фронта. В марте вёл бои на Миусском оборонительном рубеже, поддерживая соединения 28 А этого же фронта. В августе— сентябре 1943 года в составе 2-й гвардейской, а затем 51-й армий участвовал в Донбасской, а в конце сентября — начало ноября в составе 44-й, с 18 октября 5-й ударной армий Южного (с 20 октября 1943 года 4-й Украинский) фронта — в Мелитопольской наступательной операциях. В ходе этих операций во взаимодействии с другими артиллерийскими и миномётными частями и соединениями поддерживал наступающие войска армий при завершении освобождения Донбасса, прорыве обороны противника на р. Молочная и развитии наступления к р. Днепр.Умело действовали воины полка в составе 51 А 4-го Украинского фронта в Крымской наступательной операции 1944 года.
За отличия в боях за г. Севастополь полк удостоен почётного наименования «Севастопольского» (24 мая 1944 года).
В июне 1944 года он был передан 1-му Украинскому фронту и в составе 13 А принимал участие в Львовско-Сандомирской наступательной операции.
За образцовое выполнение заданий командования при прорыве обороны немецко-фашистских войск на львовском направлении и проявленные при этом личным составом мужество и отвагу награждён орденом Александра Невского (9 августа 1944 года).
Высоких наград полк был удостоен в Сандомирско-Силезской наступательной операции.
За образцовое выполнение боевых задач при прорыве обороны противника западнее Сандомира он награждён орденом Богдана Хмельницкого 2-й степени (19 февраля 1945 года).
За высокое воинское мастерство при обеспечении форсирования войсками 13 А р. Одер (Одра) — орденом Кутузова 3-й степени (5 апреля 1945 года).
В конце февраля полк был переподчинён 6 А 1-го Украинского фронта и, принимая в её составе участие в боевых действиях по блокированию и овладению г. Бреслау (Вроцлав), наносил мощные огневые удары по окружённому вражескому гарнизону.
За отличия в этих боях награждён орденом Суворова 3-й степени (4 июня 1945 года).
В годы войны сотни гвардейцев-миномётчиков полка были награждены орденами и медалями.

## Состав
Гвардейский миномётный полк (ГМП) артиллерии Резерва Верховного Главного Командования (РВГК)  по штату состоял из трёх дивизионов трёхбатарейного состава. Каждая батарея имела четыре боевые машины.
- 1-й отдельный гвардейский миномётный Краснознамённый дивизион реактивной артиллерии
- 18-й отдельный гвардейский миномётный Краснознамённый дивизион реактивной артиллерии
- 30-й отдельный гвардейский миномётный Краснознамённый дивизион реактивной артиллерии

С 28 июля 1944 года:
- 1-й гвардейский миномётный дивизион реактивной артиллерии
- 2-й гвардейский миномётный дивизион реактивной артиллерии
- 3-й гвардейский миномётный дивизион реактивной артиллерии

## Подчинение
В составе: Северо-Западного фронта, Южного фронта, 4-го Украинского фронта, 1-го Украинского фронта.

## Командиры
- гв. майор, с 4.1942 г. — подполковник Герой Советского Союза Карсанов, Казбек Дрисович (с янв.- сен. 1942, с 3.02.1943 — ком-р 7 ГМД), капитан Крепак Леонид Александрович (погиб 19.09.1942), гв. майор / подполковник Плешаков Павел Тимофеевич (быв. ком-р 206 огмд, с сен. 1942 по фев. 1943, затем НШ ОГ ГМЧ ЮжнФ), гв. майор / подполковник Шанкин Тимофей Иванович (с 3.1943), гв. майор Павлиенко Андрей Кондратьевич (с 9.1945);
- зам.ком. по с/ч гв. майор Карпов Пётр Карпович (4.1944, в 1945 — нач. отд. штаба по испол. ГМЧ 5 гв. А 1 УкрФ), майор Лобасов Олег Георгиевич (с 1945);
- нач.штаба — гв. подполковник Честнов Константин Борисович (в 1944, в 1945 — ком-р 323 ГМП), капитан Иванов Сергей Тимофеевич (1942), майор Павлиенко Андрей Кондратьевич (1945, в 9.1945 — и. о. ком-р полка);
- пнш ст. л-т Чумак Василий Маркович (8.1942, затем ком-р 545 огмд);
- военком ст. бат. комиссар Вальдман Аркадий Борисович (1942), бат ком. Сидоров (1942);

Командиры дивизионов:
- 1 отд. гвардейский миномётный Краснознамённый дивизион (до 12.1941 — 1-й гвар. Особый миномётный дивизион) / 1 — капитан Коржев Гавриил Кириллович (с 1941, пропал без вести в 12.1941), ст. л-т / капитан Прокофьев Иван Сергеевич (с 1943, с 1944 — нач.штаба 50 ГМП), капитан Никонов Галик Васильевич (погиб 29.07.1944), майор Ефимов Николай Петрович (1945); нач.штаба капитан Федосеев Дмитрий Яковлевич (10.1941, в 1945 — ком-р д-на 32 ГМП), капитан Соловей Фёдор Фёдорович (1944), капитан Ширин Константин Васильевич (1945); воен. комиссар — политрук Еременко (с 1941), ст. л-т Прокофьев И. С. (1942, с 1943 — ком-р д-на);
- 18 отд. гвардейский миномётный Краснознамённый дивизион (сформ. 2.11.1941 из батарей 1 и 2 д-на 11 ГМП (1-е форм.)) / 2 — капитан / майор Лисовский Иван Лаврентьевич (до 5.1942, затем ком-р 20 ГМП), капитан Честнов К. Б. (с 22.12.1942 по 2.1943, затем НШ полка); нач.штаба л-т Шанкин Т. И. (в 1942, затем — ком-р 3-го д-на), капитан Емельянов Николай Петрович (1944, в 1945 — НШ 3-го д-на);
- 30 отд. гвардейский миномётный Краснознамённый дивизион (М-8,М-13) (сформ. 21.12.1941 из 2 д-на 14 ГМП) / 3 — капитан Шанкин Тимофей Иванович (до марта 1943, затем ком-р полка), майор Васильков Борис Карнилович (с 10.1941, с 11.1942 — ком-р 85 ГМП), капитан Тарицин Алексей Сергеевич (1943), майор Прийдак Александр Саввович (1945); нач.штаба — ст. л-т Багавеев И. Б. (1941, затем ком-р 352 огмд 74 ГМП), капитан Емельянов Николай Петрович (1945);

## Награды и наименования
| Награда (наименование)                  | Дата                 | За что получена |
| --------------------------------------- | -------------------- | --- |
| Гвардейский                             | март 1942            | При формировании |
| почётное наименование «Севастопольский» | 24.05.1944           | За отличия в боях за г. Севастополь |
| Орден Красного Знамени                  | 15.03.1943           | За боевые заслуги в Сталинградской битве. |
| Орден Богдана Хмельницкого II степени   | 19 февраля 1945 года | За образцовое выполнение боевых задач при прорыве обороны противника западнее Сандомира                                                                                      |
| Орден Суворова III степени              | 4 июня 1945 года     | За участие и отличия в боевых действиях по блокированию и овладению г. Бреслау (Вроцлав), наносил мощные огневые удары по окружённому вражескому гарнизону.                  |
| Орден Кутузова III степени              | 5 апреля 1945 года   | За высокое воинское мастерство при обеспечении форсирования войсками 13 А р. Одер (Одра) — орденом Кутузова 3-й степени                                                      |
| Орден Александра Невского               | 9 августа 1944 года  | За образцовое выполнение заданий командования при прорыве обороны немецко-фашистских войск на львовском направлении и проявленные при этом личным составом мужество и отвагу |

## Память
- Наименование полка высечено на мемориальной плите  в сквере Победы в Севастополе.